# Infernal Tenebra
Infernal Tenebra ist eine kroatische Melodic-Death-Metal-Band aus Pula in Istrien, die im Jahr 1999 gegründet wurde.

## Geschichte
Die Band wurde im Jahr 1999 von Sänger und Gitarrist Lari Šain, Gitarrist Igor Jurišević, Bassist Paolo Grižonić und Schlagzeuger Danijel Biloslav als Black-Metal-Projekt gegründet. Im Jahr 2001 erschien das Debütalbum Beneath the Twilight, auf dem als weiteres Mitglieder Keyboarder Alex Paoletić zu hören war. In den Folgejahren veränderte vor allem Gitarrist Jurišević die musikalische Ausrichtung der Band Richtung Melodic Death Metal, sodass alle bis auf ihn und Bassist Paolo Grižonić die Band verließen. Nach der Veröffentlichung zweier Demos und nach mehreren Besetzungswechseln, kamen Sänger und Gitarrist Darko Etinger, sowie Schlagzeuger Sandi Orbanić zur Besetzung und die Arbeiten zum zweiten Album begannen. The Essence Of Chaos erschien im Jahr 2007 ebenfalls in Eigenveröffentlichung. Im Jahr 2012 folgte das dritte Album New Formed Revelations über Massacre Records. Das Album wurde in Schweden von Jens Bogren abgemischt.

## Stil
Die Band begann als „reine“ Black-Metal-Band. Haupteinflüsse waren Death, Hypocrisy, Emperor und Dissection. Die späteren Werke lassen sich dem Melodic Death Metal zuordnen, wobei auch teilweise Elemente aus dem Thrash Metal verarbeitet werden. Das Gitarrenspiel ist „eindeutig skandinavischer Prägung“. Der Stil wurde als Mischung aus Dark Tranquillity und Diablo beschrieben. Als Einflüsse gibt die Band heutzutage Death, Hypocrisy, Emperor und Gojira an.
Frühe Liedtitel wie Beyond the Dark Side, Eternal Evil, A Rapture in Darkness und Towards the Endless Fire orientieren sich am Black Metal. Die Texte späterer Veröffentlichungen hingegen handeln hauptsächlich von Themen wie der menschlichen Natur, gesellschaftlichem Wandel und „wahren Werten des Lebens“ und haben daher nichts mehr mit Black Metal zu tun, da dieser traditionell den Satanismus behandelt. Der Titel des Albums New Formed Revelations bezieht sich auf die Menschheit, die auf sich selbst gestellt ist, um über ihre Entscheidungen zu reflektieren. Es handelt von gefallenen Führern und Regimen sowie Menschen, die um ihren Platz in einer Gesellschaft, die keinen Platz für sie hat, kämpfen.

## Diskografie
- 2001: Beneath the Twilight (Album, Eigenveröffentlichung)
- 2002: Live Apocalypse (Demo, Eigenveröffentlichung)
- 2002: The Bitter Taste of Experience (Single, Eigenveröffentlichung)
- 2003: Beyond the Live Side (Demo, Eigenveröffentlichung)
- 2007: The Essence of Chaos (Album, Eigenveröffentlichung)
- 2012: New Formed Revelations (Album, Massacre Records)
- 2016: As Nations Fall (Album, Massacre Records)